# Массовое убийство в Налибоках
Массовое убийство в Налибоках (бел. Трагедыя ў Налібоках, пол. Zbrodnia w Nalibokach) — расправа, учиненная советскими партизанами над польским населением деревни Налибоки (в Налибокской пуще, ныне территория Беларуси) 8 мая 1943 года. В результате были убиты 129 человек, включая трех женщин и нескольких подростков.

## Предыстория и причины нападения
Со стороны партизан неоднократно происходили нападения на деревни в наказание за массовый коллаборационизм, а также, с целью запугать крестьян и заставить их отдавать продовольствие. По этому поводу мнение многих исследователей выразил историк, президент фонда «Историческая память» Александр Дюков: «Были случаи, когда партизаны жгли в Белоруссии полицейские деревни. Но это, как правило, была ответная жестокость, предотвратить которую пыталось, как местное, так и московское партизанское начальство. Отрицать эти случаи — глупо и бесполезно. Но придавать им окраску общей тенденции, не учитывая всех обстоятельств того, что происходило на оккупированной территории — явная антинаучная ложь».
Налибоки были в числе деревень, в которых местное население тесно сотрудничало с польской Армией Крайовой и с немецкими оккупационными властями. В августе 1942 года в координации с немцами жители деревни сформировали отряд самообороны (от партизан), а отделение полиции было закрыто. Бывший узник Минского гетто и партизан Леонид Окунь так описывал АКовцев в своих воспоминаниях: «Это были звери. Долгое время они сохраняли определённый „нейтралитет“ по отношению к „советским“ партизанам, но в 1943 году очень много партизан погибло от рук этих „аковцев“, и с ними началась война. Польские отряды АК были объявлены „вне закона“».
По версии польской стороны, в марте и апреле 1943 года советские партизаны провели две встречи с руководителями налибокской самообороны, настаивая на том, чтобы поляки присоединились к ним, но те отказались. Однако соглашение о перемирии и совместных действиях против прячущихся в лесу грабителей всё-таки было подписано, но партизаны его нарушили.
В ночь с 8 на 9 мая 1943 года советские партизаны совершили нападение на Налибоки. Ряд польских источников описывает происшедшее следующим образом: польских мужчин вытаскивали из домов и расстреливали, также были убиты три польских женщины, несколько подростков и десятилетний мальчик. Многие дома были подожжены, горели церковь, школа, пожарная часть и почта. При этом, несколько нападавших, в том числе политработник, были убиты обороняющимися защитниками. Всё продлилось 2-3 часа.

## Версии произошедшего

### Версия руководства партизанского движения
В отчете партизанского руководства было указано, что в бою в Налибоках уничтожен немецкий гарнизон самообороны, убито 250 человек противника и захвачено оружие, 100 коров и 78 лошадей. Также в отчете указывалось, что силы самообороны в Налибоках в виде вооружённой ячейки Армии Крайовой действовали под контролем нацистов и сотрудничали с ними.

### Версия польского Института национальной памяти
Согласно версии в изложении Института национальной памяти Польши, местной ячейке было в ультимативной форме предложено подчиниться партизанскому центру в Москве, но те отказались, что и послужило поводом для карательного рейда. Непосредственно расправе предшествовала перестрелка партизан с местными жителями. После налёта партизаны забрали из деревни 100 коров и 70 лошадей.
Особый акцент «Комиссия по расследованию преступлений против польского народа» сделала на участии в нападении на Налибоки евреев и, конкретно, еврейского партизанского отряда братьев Бельских. При этом польская сторона не смогла впоследствии опровергнуть тот факт, что отряд Бельских, как оказалось, не имел отношения к этому случаю, так как в этот день находился в 100 километрах от посёлка, а в районе Налибок появился только в августе 1943 года. Польско-немецкий историк Богдан Мусял утверждает в своём исследовании, что нет никаких доказательств об участии партизан отряда Бельского в нападении.
При этом никто не отрицает наличия нескольких евреев среди нападавших на Налибоки партизан, потому что в том районе около 25 % партизан были евреями.

### Другие версии
Версия событий в трактовке сайта, самоназвавшегося «Институтом белорусской истории и культуры» и польского «Института национальной памяти» имеет ряд альтернативных вариантов происшедшего, лишённых антисемитской подоплёки. В частности, в польской книге «Najnowsza historia polityczna Polski 1864—1945», изданной в Лондоне в 1960 году, приводится сообщение Польскому правительству в изгнании, что «в апреле 1943 партизанская группа майора Василевича во внезапном ночном нападении на Налибоки убила 120 мужчин, а местечко спалила почти полностью. Не вызывает сомнений, что всё было сделано по инструкции из Москвы».
В связи с этим есть предположение, что обвинение евреев было сфабриковано польской стороной задним числом для отвлечения международного внимания от скандала, связанного с обнародованием правды о массовом убийстве евреев в Едвабне в 1941 году. Доказательства того, что это убийство осуществили поляки, а не немцы, были обнародованы в 2001 году, что совпадает по времени с началом расследования событий в Налибоках со стороны Института национальной памяти Польши.
Также, учитывая добровольное и тесное сотрудничество вооруженных сил самообороны в Налибоках с нацистами, нападение на местечко сложно считать «расправой над безоружным мирным населением».

## Дискуссии после фильма «Вызов»
После выхода голливудского фильма «Вызов» (2008) про еврейских партизан отряда Бельских, которых ряд польских историков подозревает в участии в расправе над поляками в Налибоках, произошёл всплеск интереса к тем событиям и широкое их обсуждение.
Отчеты Института национальной памяти Польши об участии братьев Бельских и евреев-партизан в убийстве жителей Налибок были с удивлением и негодованием восприняты бывшими партизанами, знавшими Бельских, и лидерами еврейских общин внутри и за пределами Польши. Особенно возмущал тот факт, что после войны только три поляка были наказаны за геноцид евреев.
Факт боя в Налибоках, в ходе которого погибли и гражданские невооружённые лица, не вызывает сомнения, но это используется некоторыми исследователями для дискредитации роли евреев в партизанском движении. По словам Нехамы Тек, автора сценария фильма, обвинения еврейских партизан в причастности к убийствам — «чистой воды ложь», которые «подчеркивают антисемитские тенденции в Польше и желание переписать историю». Роберт Бельский, сын Тувьи Бельского, заявил, что «это просто ещё одно проявление польского антисемитизма и желание Польши скрыть свои собственные преступления в годы Второй мировой войны». Петр Глуховски, журналист крупнейшей польской газеты «Gazeta Wyborcza», занимающийся расследованием резни в Налибоках, заявил, что свидетели, обвиняющие Бельских, просто «повторяли то, что они прочитали в книге известного антисемита».